# Diplotaxis rudis
Diplotaxis rudis är en skalbaggsart som beskrevs av Leconte 1859. Diplotaxis rudis ingår i släktet Diplotaxis och familjen Melolonthidae. Inga underarter finns listade i Catalogue of Life.